# Matthias Knoll

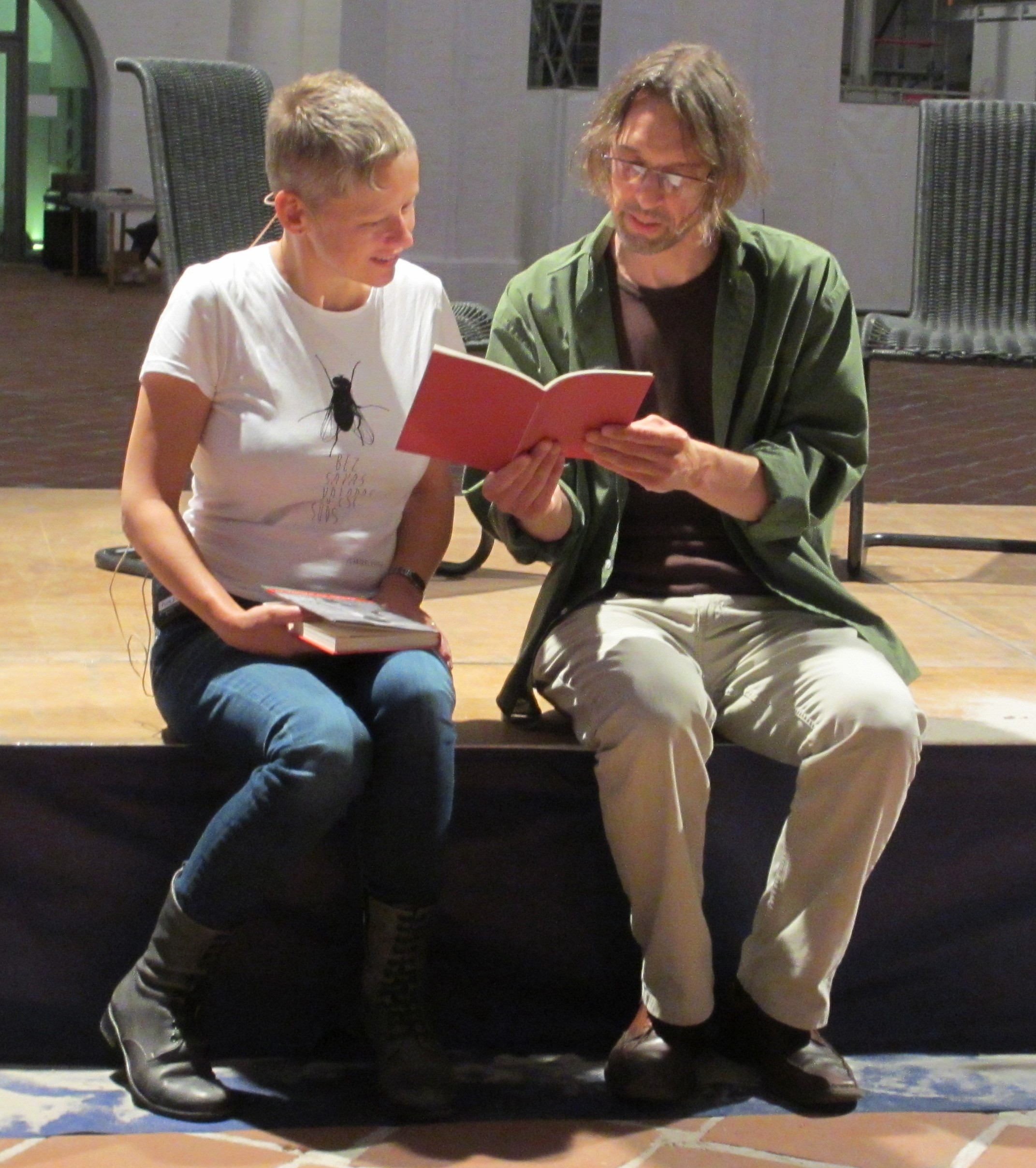
Matthias Knoll (rechts) mit Dace Rukšāne (2013)

Matthias Knoll (* 9. März 1963 in Berlin) ist ein deutscher Übersetzer, Lyriker und Rezitator.

## Leben und Tätigkeiten
Matthias Knoll wurde 1963 in West-Berlin geboren. Angeregt durch eine Begegnung mit Frederike Frei entstanden 1978 erste Gedichte. Von 1981 bis 1987 studierte er in Berlin an der Schule für Eurythmische Art und Kunst bei Helene und Claudia Reisinger Eurythmie und legte anlässlich seines Diplomabschlusses einen ersten Gedichtband vor. Einer kurzen Lehrtätigkeit als Eurythmielehrer folgte ein Engagement als Schauspieler und Regieassistent am Kölner Theater der Keller und am „Theater unterm Dach“ in Balingen.
Nach der Rückkehr nach Berlin 1989 begann er mit der regelmäßigen Herausgabe eigener Lyrikbände; bis 1992 erschien jedes Jahr ein neuer Gedichtband bzw. 1993 die zweisprachige Anthologie Wunder und Wunden. Lyrik aus Lettland. Danach verlagerte sich Knolls Haupttätigkeit auf das Übersetzen lettischer Literatur für renommierte deutsche und Schweizer Verlage. 1996 wurde er in den Verband deutschsprachiger Übersetzer literarischer und wissenschaftlicher Werke (VdÜ) sowie 2000 – in seiner Funktion als Übersetzer – in den Lettischen Schriftstellerverband (Latvijas Rakstnieku savienība) und die Lettische Dramatikergilde (Latvijas Dramaturgu ģilde) aufgenommen. Im selben Jahr erfolgte der Aufbau der Webseite www.literatur.lv als „Portal für Texte & Autoren aus Lettland“.
Seit 2001 veranstaltet Knoll die „LiteraTour durch Riga“, eine interaktive Stadtführungs-Performance im urbanen Ambiente, bei der passend zur jeweiligen Stadtansicht Gedichte sowie Dramen- und Prosafragmente lettischer Autoren in deutscher Übersetzung durch eine Anmoderation erschlossen und sodann rezitiert werden. Auf diese Weise wird sowohl Kulturreisegruppen und Delegationen etc. als auch Individualreisenden die literarische bzw. geistig-schöpferische Dimension des lettischen Kulturraumes eröffnet.
Um die Zeit des EU-Beitritts der Republik Lettland im Jahre 2004 übersetzte Knoll u. a. die im deutschsprachigen Raum gehaltenen Reden der lettischen Staatspräsidentin Vaira Vīķe-Freiberga sowie mehrere Essays und Reden der Schriftstellerin Māra Zālīte  ins Deutsche.
Im September 2009 veröffentlichte er in Lettland den Lyrikband 5 9 7. mīlas apmātības vārsmas, in dem ein Gedicht enthalten ist, das – ohne Hinweis auf seinen Autor und somit unter Verletzung des Urheberrechts – in einem lettischen Roman abgedruckt wurde.
Seit 2009 ist Knoll in Lettland zunehmend schauspielerisch tätig. In Episodenrollen wirkte er in den Spielfilmen Dancis pa trim („Tanz zu dritt“, 2011, Regie: Arvīds Krievs), Tēvs Nakts (englischer Verleihtitel: The Mover, 2018, Regie: Dāvis Sīmanis, über Žanis Lipke) und in der Rolle des Dr. Kremer in dem „historischen Kriminaldrama“ 1906 (2019, Regie: Gatis Šmits) mit. Für die Rigaer Film- und Fernsehproduktionsfirma Hansa Media entwickelte er die Episodenreihe Herder kehrt zurück nach Riga, in der er sowohl Johann Gottfried Herder als auch dessen Interview-Partner verkörpert. Am Lettischen Nationaltheater war Knoll in der Spielzeit 2019/2020 in der Dramatisierung von Aivars Freimanis’ Roman Katls („Der Kessel“, Regie: Ināra Slucka) zu sehen.

## Auszeichnungen
- Drei-Sterne-Orden der Republik Lettland „für einen wesentlichen Beitrag zur Verbreitung der lettischen Kultur in der Welt“ (18. November 2019).[11]
- Übersetzerpreis des Wiesbadener Kurier für die Übersetzung und Synchronisierung des Theaterstücks Melnais piens (Schwarze Milch) des Jaunais Rīgas teātris (Regie: Alvis Hermanis) im Rahmen der Theater-Biennale 2012[12]
- Nominierung für den Titel Gada rīdzinieks 2013 (Rigenser des Jahres 2013) und Anerkennungsurkunde des Rigaer Stadtrats (Rīgas Dome) für die Popularisierung der lettischen Literatur und des Rigaer Kulturambientes[13]
- Nominierung des Romans Die wilden Piroggenpiraten für den Deutschen Jugendliteraturpreis 2013 (Kategorie Kinderbuch).[14]

## Werke

### Gedichtbände
- Die Erfindung der Schrift. Gedichte, literatur.lv/edition, Berlin 2010 (ohne ISBN).
- 5 9 7 – mīlas apmātības vārsmas, apgads literatur.lv, Riga 2009, ISBN 978-9984-39-885-3.[15]
- Glut. Gedichte, Berlin & Riga 1992 (ohne ISBN).
- Der Bogen. Gedichte, Berlin & Riga 1991 (ohne ISBN).
- Sturz in den Morgen. Gedichte einer Liebe, Berlin 1990, Berlin & Riga 1992 (ohne ISBN).[16]
- Mein Haus. Gedichte & Prosa, Berlin 1989, Berlin & Riga 1992; enthält die Erzählung Das Geständnis (ohne ISBN).[17]
- Wort wird Welt. Gedichte aus der Lehrzeit, Berlin 1987, Berlin & Riga 1995 (ohne ISBN).[18]

### Übersetzungen aus dem Lettischen

#### Romane • Biographien • Erzählungen • Kurzprosa
- Elīna Brasliņa (Illustration), Sanita Muižniece (Text): Mimi, Jakob und die sprechenden Hunde. Reprodukt, Berlin 2021, ISBN 978-3-95640-296-8[19]
- Rūta Briede (Text und Illustration): Das Geheimnis der Möwenkönigin. Edition Bracklo, Birkenwerder 2021, ISBN 978-3-946986-11-9
- Inga Ābele: Flut. Roman. Kommode Verlag, Zürich 2020, ISBN 978-3-9525014-4-3.
- Frida Michelson: Ich überlebte Rumbula. Literarisierte Autobiographie, Europäische Verlagsanstalt, Hamburg 2020, ISBN 978-3-86393-093-6.
- Lauris Gundars: Hallo, Walfisch! Eine Erzählung aus Lettland. Baobab Books, Basel 2018, ISBN 978-3-905804-87-4.
- Valentīna Freimane: Adieu, Atlantis. Erinnerungen. Wallstein Verlag, Göttingen 2015, ISBN 978-3-8353-1603-4.
- Margarita Perveņecka: Alle Bäume weggegangen. Erzählungen. Unvollständige und dadurch verstümmelte, unautorisierte Fassung[20] als E-Book bei Matthes & Seitz Berlin, 2015.
- Māris Putniņš: Die wilden Piroggenpiraten. Ein tollkühnes Abenteuer um eine entführte Mohnschnecke und ihre furchtlosen Retter. Fischer Schatzinsel, Frankfurt am Main 2012, ISBN 978-3-596-85452-3; Taschenbuchausgabe: Fischer, Frankfurt am Main 2014, ISBN 978-3-596-81051-2.
- Pauls Bankovskis: Schule. Unterstufe. Kurzgeschichten. merz&solitude, Stuttgart 2008, ISBN 978-3-937158-39-6.
- Dace Rukšāne: ZARA forever. Short Story. In: Gerd Haffmans (Hrsg.): Der Rabe. Nr. 65 (Der Jubel-Rabe). Haffmans bei Zweitausendeins, Frankfurt am Main 2007, ISBN 978-3-86150-802-1.
- Dace Rukšāne: Warum hast du geweint. Roman. Ammann Verlag, Zürich 2007, ISBN 978-3-250-60106-7; Taschenbuchausgabe: Fischer, Frankfurt am Main 2009, ISBN 978-3-596-17885-8.
- Erzählungen von Māris Čaklais (Drei Männer aus Vulgärien): Dace Rukšāne (Der Hund), Nora Ikstena (Das Taschentuch, das weiße) und Pauls Bankovskis (Rosig) sowie Prosagedichte von Inga Ābele (13) und Kārlis Vērdiņš (Das Märchen von der goldenen Jungfrau) in: lettische literatur #2: Kurzprosa. Erzählungen und Prosagedichte. Anthologie, hrsg. von M. Knoll. LLC, Riga 2007.
- Sandra Kalniete: Mit Ballschuhen im sibirischen Schnee. Die Geschichte meiner Familie. Literarische Autobiographie. Herbig, München 2005, ISBN 3-7766-2424-8; Knaur TB, München 2007, ISBN 3-426-77890-4 (ohne Nennung des Übersetzers).
- Erzählungen von Inga Ābele (die Jahre der Liebe), Māris Čaklais (Der Junge, der das Wunder verlor) und Andra Neiburga (Elina ist glücklich) in: wespennest Nr. 128: Baltikum.[21]
- Gundega Repše: Unsichtbare Schatten. Roman. DuMont, Köln 1998, ISBN 3-7701-4407-4.

#### Gedichte • Versepen
- Gedichte von Inga Ābele (1), Anna Auziņa (1), Agnese Krivade (2) und Kārlis Vērdiņš (5) in: Grand Tour. Reisen durch die junge Lyrik Europas. Hrsg. von Jan Wagner und Federico Italiano. Carl Hanser, München 2019, ISBN 978-3-446-26182-2.
- Aspazija: Die roten Blumen • Sarkanās puķes. Gedichte • Dzejoļi. Zweisprachige Ausgabe. literatur.lv/edition, Berlin 2018 (ohne ISBN).
- Gedichte von Inga Ābele (6), Amanda Aizpuriete (3), Māris Čaklais (4), Jānis Rokpelnis (1) und Kristīne Sadovska (1) in: wespennest Nr. 128: Baltikum.[22]
- Basilius Plinius: Der Ruhmgesang des Rigensers Basilius Plinius auf die hochgeschätzte Stadt Riga, die Metropole Livoniens. Versepos. Fünfsprachige Ausgabe (lateinisches Original im elegischen Distichon; lettische Nachdichtung von Leons Briedis, deutsche Nachdichtung von M. K., russische Nachdichtung von Ludmila Azarova, englische Übersetzung von Pēteris Cedriņš). Latvijas Kultūras Fonds, Riga 1997, ISBN 9984-9114-3-8.
- Gedichte von Anna Auziņa (2), Vizma Belševica (2), Leons Briedis (5), Pēters Brūveris (1), Māris Čaklais (7), Anatols Imermanis (3), Jānis Rokpelnis (4), Kristīne Sadovska (5), Knuts Skujenieks (1), Mārā Zālīte (4) und Imants Ziedonis (8) in: Sonnengeflecht. Literatur aus Lettland. Anthologie zur Leipziger Buchmesse 1997, hrsg. von Ingūna Beķere u. a. Nordik, Riga 1997, ISBN 9984-510-11-5.
- Wunder und Wunden. Lyrik aus Lettland. Zweisprachige Anthologie. Gedichte von Māris Čaklais (1), Aleksandrs Čaks (4), Klāvs Elsbergs (3), Anatols Imermanis (1), Māris Krautmanis (3), Uldis Leinerts (3), Māris Melgalvs (2), Anna Rancāne (9), Knuts Skujenieks (5), Ojārs Vācietis (7), Eduards Veidenbaums (3), Māra Zālite (3) und Inese Zandere (1). Berlin & Riga 1993, ISBN 3-929081-79-2.

#### Theaterstücke • Libretti
- Inga Ābele: Der Jasmin. Primitives Drama in drei Teilen (2002), DEA (deutschsprachige Erstaufführung) am Luzerner Theater, Regie: Peter Carp, April 2007.
- Inga Ābele: Stechgras. Drama in zwei Teilen (2001), als Hörspiel produziert vom Nordwestradio, Regie: Christiane Ohaus, Juni 2004.[23]
- Inga Ābele: Die dunklen Hirsche. Drama in einem Aufzug (2000), DEA am Staatstheater Stuttgart, Regie: Charlotte Koppenhöfer, Januar 2002.
- Ralfs Berzinskis: Der verwunschene Mond. textum theatralis (1999), frei zur DEA.
- Ivo Briedis: Wo ist die Frontlinie? Kommerzkomödie (2013), frei zur DEA.
- Baiba Broka, Ģirts Krūmiņš, Agnese Rutkēviča, Edgars Samītis, Andis Strods: Bruderherzen (2014), frei zur DEA (Drei Masken Verlag, München).
- Dārta Dzenīte: Die Beichte. Kammerspiel in sieben Szenen (2009), frei zur DEA.
- Nikolai Gogol: Der Revisor. Stück in drei Aufzügen (1836), bearbeitet von Alvis Hermanis, DEA am Burgtheater Wien, Regie: Alvis Hermanis, September 2015.
- Lauris Gundars: Wagner wird nicht wiederkehren (2001), frei zur DEA.
- Viesturs Kairišs nach Mircea Eliade: Die Schlange (1996).[24]
- Margarita Perveņecka: Beziehungskette. Dramolett in 7 Szenen (1998), DEA unter dem Titel Menschenkette oder das lustige Karussell am ACUD Theater Berlin, 2002.[25]
- Pēteris Pētersons: Kein einziges Wort. Ein Gleichnis in dreizehn Bildern (1996), frei zur DEA.
- Dace Rukšāne: Morgen kommt Florinda. Psychologischer Thriller in 12 Szenen (2001), frei zur DEA.
- Evita Sniedze: Linksabbieger. Zwei Tage im Leben einer Familie / Fast eine Soap Opera (2004), frei zur DEA.
- Māra Zālīte: Grundsteuer. Stück in zwei Aufzügen (2002), DEA am Theater Krefeld Mönchengladbach, Regie: Ulrich Hüni, September 2007.[26]
- Māra Zālīte: Margarete. Kammerspiel in zwei Teilen (2000), frei zur DEA.
- Māra Zālīte: Das Gericht. Ein dramatisches Poem mit Zitaten aus dem Buch „Die Letten“ von Garlieb Merkel (1982), Berlin & Riga 1993, ISBN 3-929081-80-6, frei zur DEA.
- Inese Zandere: Die Rückkehr der Lysistrate. Libretto nach Motiven aus Aristophanes’ „Lysistrate“ (2014).[27]
- Mārtiņš Zīverts: Fiasko. Ein Zirkusspiel der Epoche (1960), frei zur DEA.